# HD 72227
HD 72227，又名CD-31 6165，SAO 199308、HR 3362，是一颗恒星，视星等为5.65，位于銀經252.51，銀緯4.18，其B1900.0坐标为赤經8h 26m 27.9s，赤緯-31° 4.18′ 24″。